# Marcelo Moretto
Marcelo Moretto de Souza, mais conhecido como Marcelo Moretto (Eldorado, 10 de maio de 1978), é um efutebolista brasileiro que atuava como goleiro. Atualmente, trabalha como empresário de atletas e é casado com a modelo e jornalista Bia Jansen.

## Carreira

### Primeiros anos
Moretto jogou quatro anos profissionalmente no Brasil, representando o São José de Ribamar, Portuguesa, Londrina, Sport, Brasiliense e 15 de Novembro.
Em 2003, aos 25 anos de idade, Moretto decidiu tentar a sua sorte em Portugal. Foi contratado pelo Salgueiros da segunda divisão, e teve uma primeira impressão muito boa durante as partidas da equipe na pré-temporada. No entanto, enfrentando uma grave crise econômica, o Salgueiros foi rebaixado para a terceira divisão e perdeu todos os seus jogadores profissionais.
Forçado a procurar outro clube, Moretto seguiu para o Felgueiras (também na segunda divisão). Lá, jogou oito partidas, tendo sofrido um total de 10 gols. Contudo, Moretto chamou a atenção de outros clubes Portugueses.
Em janeiro de 2005, o goleiro chegou perto de jogar no Estoril Praia e no Penafiel (ambos da primeira divisão), mas terminou no Vitória de Setúbal (também da primeira divisão) para substituir Ricardo Batista (que tinha sido contratado pelo Fulham da Premier League), assinando um contrato de dois anos e meio. Em Setúbal, Moretto conheceu o sucesso pela primeira vez. Ele logo se tornou a primeira opção do treinador, enquanto a equipe superou todas as expectativas, vencendo o segundo campeonato mais importante do país, a Taça de Portugal, derrotando o gigante Benfica na final.
Na temporada 2005-06, Moretto começou a temporada em Setúbal. A equipe teve um bom desempenho durante o primeiro semestre, com Moretto jogando 17 partidas e sofrendo apenas cinco gols. Após desfrutar de um sucesso extraordinário, o Vitória impressiona com a demissão de seu treinador, Luís Norton de Matos, e alguns outros jogadores devido a salários em atraso. Ao final de 2005, Moretto foi considerado o melhor goleiro de todos os campeonatos europeus, com o menor número de gols sofridos por minuto jogado.

### Benfica
Durante o Natal de 2005 e o Réveillon em Portugal, muito foi falado na imprensa sobre uma possível transferência de Moretto para o Benfica ou Porto. Em uma jogada controversa, Moretto seguiu a sua vontade e escolheu o Benfica para ser seu novo clube. O custo de transferência de 1.000.000 € foi pago pelo Benfica para contar com Moretto por cinco anos e meio.
Interesse do Benfica ganhou força quando José Moreira sofreu uma lesão que poderia mantê-lo fora dos gramados durante o resto da temporada. Quim, o goleiro reserva também se contundiu, deixando a equipe com apenas o júnior e inexperiente Rui Nereu, para jogar a liga nacional e a UEFA Champions League. Na sua chegada, Moretto imediatamente se tornou o goleiro preferido do treinador Ronald Koeman para o posto, mesmo após a recuperação de Quim.
Ao longo do resto da temporada, Moretto jogou em 18 partidas na Liga, uma vez na copa e quatro vezes na Liga dos Campeões, contra o então atual campeão Liverpool (sem sofrer gols) e o Barcelona, onde Moretto defendeu um pênalti batido por Ronaldinho e chutes de Samuel Eto'o.
O brasileiro não teve uma vida fácil depois de entrar para o Benfica porque, sofreu com a hostilidade irracional dos torcedores do clube, que em muito prejudicaram a sua concentração. Como resultado, após a saída de Koeman e a chegada de seu substituto, Fernando Santos, Moretto foi rebaixado ao papel de goleiro suplente, com Quim novamente assumindo o posto de tirular. Durante a temporada, ele jogou apenas uma partida.
Em 13 de julho de 2007, Moretto concordou em se transferir para o AEK Atenas, em um acordo de empréstimo. O time grego teve a opção de compra do jogador no final do período de empréstimo, mas não foi concretizado, e ele voltou ao Benfica para a temporada 2008-09.

### Outros clubes
Em 3 de agosto de 2009, Moretto é liberado de seu contrato com o Benfica, veio o planejamento de o jogador regressar ao seu país. No final do ano, ele assinou com uma equipe que já tinha atuado, o Brasiliense.
Em julho de 2010, no entanto, Moretto voltou a Portugal, assinando com o Olhanense. Na janela de transferência na sequência, ele mudou de time e país, juntando-se ao Arka Gdynia na Polônia.

### Avaí
Em junho de 2011, Moretto retorna ao Brasil e aprimora a forma física treinando no Avaí. A expectativa é de que o goleiro assine com o clube para a disputa do Campeonato Brasileiro. Mas, só foi anunciado pelo clube como novo reforço, em setembro. Sua estreia pelo time veio somente na 36ª rodada do Campeonato Brasileiro e, apesar da bela atuação de Moretto, o Avaí foi derrotado em São Januário para o então líder Vasco da Gama por 2 a 0 e foi rebaixado à Série B de 2012.
Em 2012, Moretto iniciou como titular do time. Na estreia no ano frente a Chapecoense na Arena Condá em Chapecó no dia 22 de janeiro de 2012 pelo Campeonato Catarinense. O resultado não foi bom, já que o Avaí saiu derrotado por 1 a 0, apesar de muitas oportunidades de gol perdidas pelo Leão da Ilha.
Em 27 de novembro de 2012, foi dispensado do Avaí, junto com outros 10 jogadores.

### Atlético Sorocaba
No dia 12 de dezembro de 2012, Marcelo Moretto, acertou com o Atlético de Sorocaba para 2013.

### América-MG
Acertou com o América-MG, no dia 01 de julho de 2013.

## Títulos
Vitória de Setúbal
- Taça de Portugal - 2004-05

Benfica
- Taça da Liga - 2008/09

Avaí
- Campeonato Catarinense - 2012